# Anthony Rapp
Anthony Rapp (Chicago, Illinois; 26 de octubre de 1971) es un actor y cantante estadounidense conocido por el papel de Mark Cohen en el musical de Brodway Rent. En el año 2005 vuelve a interpretar al personaje en la versión cinematográfica de la obra. Sus papeles en la pantalla incluyen al teniente comandante Paul Stamets en la serie de televisión Star Trek: Discovery.
Rapp participó en obras de teatro comunitario cuando era niño y ganó numerosos premios como cantante en la escuela secundaria. Se mudó a Nueva York en 1989 para asistir a la Universidad de Nueva York como estudiante de cine, la cual abandonó después de un semestre.

## Trabajos destacados
Su debut en el cine fue en la película de 1987 Aventuras en la gran ciudad, dirigida por Chris Columbus, quien más tarde lo dirigiría en la adaptación cinematográfica de Rent. Desde la década de 1980 trabaja en espectáculos de Broadway. En el año 2000, Rapp lanzó un CD como solista, titulado Look Around. Ha aparecido en series de televisión y películas como Seis grados de separación, Twister, Expedientes X, Una mente brillante, Ley y orden: Unidad de víctimas especiales, Psych, 13 Reasons Why y Star Trek: Discovery.

## Star Trek: Discovery
En 2016, Rapp fue presentado en Star Trek: Discovery como el teniente comandante Paul Stamets, el primer protagonista abiertamente gay del universo Star Trek. Este fue su primer papel regular en televisión.  Participó en la totalidad de los episodios de las dos primeras temporadas de la serie.
Su personaje homenajea a su homónimo, el famoso micólogo Paul Stamets. En la ficción, el personaje interpretado por Rapp, es el oficial científico y jefe de ingeniería del USS Discovery. Su especialidad es la astromicología, el estudio sobre hongos espaciales, y en especial de un hongo llamado micelio. A partir de sus descubrimientos la nave desarrolla un propulsor de esporas que se vale de la red micelial que une al universo para viajar grandes distancias de manera instantánea. 
Durante la primera temporada es el esposo del doctor Hugh Culber, oficial médico de la USS Discovery.

### Acusaciones contra Kevin Spacey
A fines de octubre de 2017, Rapp alegó en una entrevista con BuzzFeed que el actor Kevin Spacey le hizo una insinuación sexual no deseada en 1986, cuando Rapp tenía 14 años y Spacey 26.[cita requerida]